# Бежано
Бежано (груз. ბეჟანო, арм. Բեժանո) — село в Грузии, на территории Ахалкалакского муниципалитета края (мхаре) Самцхе-Джавахети.

## География
Село находится в южной части Грузии, к юго-западу от озера Табацкури, на расстоянии приблизительно 22 километров (по прямой) к северо-востоку от города Ахалкалаки, административного центра муниципалитета. Абсолютная высота — 1810 метров над уровнем моря.

## Население
По результатам официальной переписи населения 2014 года, в Бежано проживало 877 человек (434 мужчины и 443 женщины). В национальной структуре населения армяне составляли 99,7 %, грузины — 0,2 %, осетины — 0,1 %.
| Год  | Население, человек |
| ---- | ------------------ |
| 2002 | 997                |
| 2014 | ↘ 877              |